# Constantin Carathéodory
Constantin Carathéodory, grško-nemški matematik, * 13. september 1873, Berlin, Nemčija, † 2. februar 1950, München, Nemčija.
Leta 1918 je Carathéodory dal pomembne prispevke k Lebesguovi teoriji mere.